# Pyridoxamine
Pyridoxamine is een van de verbindingen uit de vitamine B6-groep, waartoe ook pyridoxal en pyridoxine behoren. Pyridoxamine verschilt van pyridoxine en pyridoxal door een andere groep op de 4-positie; namelijk een aminomethylgroep in plaats van een hydroxymethylgroep bij pyridoxine en een aldehydegroep bij pyridoxal.
Pyridoxamine wordt, zoals de andere vormen van vitamine B6, opgenomen via de voeding. In de lever wordt het omgezet in de biologisch actieve vorm pyridoxaminefosfaat.
Pyridoxamine is, meestal in de vorm van het hydrochloridezout pyridoxamine dihydrochloride, in sommige voedingssupplementen aanwezig.
Het middel wordt in 2017 al ruim tien jaar onderzocht als een preventief middel om diabetes mellitus te voorkomen.